# Programme indien de coopération technique et économique
Le Programme indien de coopération technique et économique (ITEC en anglais) est un programme d'assistance bilatérale géré par le gouvernement indien. Il s'agit d'un programme axé sur la demande et les réponses, qui vise à répondre aux besoins des pays en développement par le biais d'une coopération technologique innovante entre l'Inde et le pays partenaire. Avec son homologue, le programme d'assistance spéciale du Commonwealth pour l'Afrique, l'ITEC couvre 158 pays d'Asie, d'Afrique, d'Amérique latine, d'Europe centrale et orientale, ainsi que plusieurs nations du Pacifique et des Caraïbes. Depuis sa création, le programme a dépensé plus de 2 milliards de dollars américains et bénéficié à des milliers d'étudiants et de professionnels du monde entier. 
Dans les années 2020, les dépenses annuelles du programme ont atteint en moyenne 100 millions de dollars américains par an,.

## Histoire
L'ITEC a été officiellement lancé le 15 septembre 1964, mais pendant des décennies il est resté un programme marginal, l'Inde étant elle-même dépendante de l'aide internationale. Il s'agissait d'un élément important de la tentative de l'Inde de contribuer à la Coopération Sud-Sud. L'aide de l'Inde à ses voisins a commencé dans les années 1950 par l'assistance au Népal. Cependant, jusqu'aux années 1990, l'Inde était également le plus grand bénéficiaire d'aide au monde, recevant une somme cumulée de 55 milliards de dollars américains depuis son indépendance en 1947. 
Le programme ITEC prend de l'ampleur depuis les années 2000, à mesure que l'économie indienne se développait rapidement. L'aide étrangère qu'elle reçoit ne représentant que 0,3 % de son PIB, l'Inde est désormais un donateur net d'aide étrangère. Son système national de recherche agricole sous l'égide du Conseil indien de la recherche agricole, l'un des plus importants au monde, et l'Université nationale ouverte Indira Gandhi ont joué un rôle clé dans la facilitation de l'assistance ITEC. L'Asie du Sud représente 70 % des subventions distribuées dans le cadre du programme ITEC. Des lignes de crédit sont également proposées dans le cadre du programme ITEC et les pays africains en ont été les principaux bénéficiaires.

## Portée
L'assistance fournie dans le cadre de l'ITEC couvre six domaines : la formation du personnel civil et militaire, les projets et les activités liées aux projets, tels que les services de conseil, les voyages d'étude, les dons d'équipements, la délégation d'experts indiens dans le pays partenaire et l'aide aux victimes de catastrophes. La formation du personnel dans le cadre de l'ITEC couvre un éventail large et varié de secteurs tels que la banque, l'informatique et les ordinateurs, la gestion du personnel et les domaines administratifs et scientifiques. L'ITEC est administré par le ministère des affaires étrangères du gouvernement indien et toutes les dépenses, y compris les billets d'avion internationaux, la pension, le logement et les frais de scolarité du personnel sélectionné, sont prises en charge par les autorités indiennes,. Bien que l'ITEC soit essentiellement un programme bilatéral, ses ressources ont également été utilisées pour financer des projets trilatéraux et régionaux, notamment avec la Commission économique pour l'Afrique, l'Organisation des Nations Unies pour le Développement Industriel et le G-77. En Afrique, l'Organisation afro-asiatique pour la reconstruction rurale, le Marché commun de l'Afrique orientale et australe, la Commission de l'Union africaine et le G-15 bénéficient d'une formation et d'un soutien aux projets dans le cadre du programme ITEC.

## Renforcer le pouvoir d'influence
Le programme ITEC a considérablement augmenté la puissance de l'Inde auprès des pays en développement. Les entreprises du secteur public indien telles que Hindustan Machine Tools, Water and Power Consultancy Services (WAPCOS), Rail India Technical and Economic Services (RITES), qui étaient étroitement associées au programme, ont pu s'établir et se faire connaître dans les pays en développement où elles ont ensuite soumissionné indépendamment pour divers projets. Le programme a également contribué à favoriser les contacts entre les entrepreneurs indiens et les décideurs d'autres pays en développement. Si l'aide monétaire accordée dans le cadre de l'ITEC est restée limitée pendant longtemps en raison de la pauvreté de l'Inde, les conseils techniques et la formation du personnel étranger, l'envoi de fonctionnaires indiens à l'étranger pour aider les gouvernements pauvres grâce à leur expertise professionnelle et la formation en Inde de fonctionnaires étrangers ont contribué à l'établissement de bonnes relations avec les pays bénéficiaires. 
L'éducation de Hamid Karzai en Inde, par exemple, est considérée comme l'une des principales raisons pour lesquelles l'Afghanistan s'est rapproché de l'Inde depuis l'éviction du gouvernement des Talibans en 2001. Pour commémorer ses réalisations et réunir les bénéficiaires du programme dans le pays d'accueil, les ambassades et consulats indiens du monde entier célèbrent chaque année une journée ITEC,,.

## Une agence d'aide indienne
En 2012, le ministère des affaires étrangères (MEA) a créé une administration de partenariat pour le développement (DPA) sous sa division des relations économiques afin de consolider l'aide sortante et de rationaliser les questions administratives liées à cette aide. L'idée d'une telle agence d'aide avait déjà été évoquée par les ministres des finances Jaswant Singh et P. Chidambaram sous le nom de India Development Assistance et India International Development Cooperation Agency.

## Impact mondial
Les nations d'Asie du Sud ont traditionnellement été les plus grands bénéficiaires de l'aide indienne, que ce soit dans le cadre de l'ITEC ou autrement. Dans le cadre du douzième plan quinquennal, ₹ 1 500 crore ont été affectés à l'aide au développement du Myanmar, de l'Afghanistan et du Bhoutan. Le Bhoutan est traditionnellement le principal bénéficiaire de l'aide indienne. En Afghanistan et au Myanmar, l'Inde s'est concentrée sur la construction d'infrastructures telles que des routes, des bâtiments et des hôpitaux, tout en assurant la formation de leur personnel. Au Sri Lanka, l'aide indienne s'est concentrée sur la reconstruction du pays, en particulier dans les régions à majorité tamoule du nord et de l'est, qui ont été les plus touchées par les combats de la guerre civile sri-lankaise,. Une stratégie importante dans l'utilisation de l'aide au développement a été le programme des petits projets de développement (SDP) qui se concentre sur des projets à faible coût visant à créer des infrastructures et des capacités techniques qui affectent directement les communautés locales et soutiennent leur développement socio-économique.
L'ITEC a également été une composante importante de l'aide de l'Inde aux nations africaines. Ces dernières années, l'Inde a augmenté son aide à divers pays et groupements africains. L'accent est désormais mis sur des domaines tels que le transfert de technologie et le développement de projets tels que le projet de réseau électronique panafricain qui reliera les nations africaines aux institutions et à l'expertise indiennes. L'Inde continue également à offrir de nombreuses possibilités de développement des ressources humaines et de formation du personnel dans ces pays. Il existe également un corollaire spécial visant à accroître l'ITEC pour les nations africaines, le Programme spécial d'assistance du Commonwealth à l'Afrique (SCAAP),,.